# سوپسکا
سوپسکا (صربی: Supska یک روستا در صربستان است که در Pomoravlje District واقع شده‌است.
 سوپسکا  ۱٬۴۳۴ نفر جمعیت دارد.